# Goutrens
Goutrens – miejscowość i gmina we Francji, w regionie Oksytania, w departamencie Aveyron. W 2013 roku jej populacja wynosiła 521 mieszkańców. 

## Zabytki
Zabytki w miejscowości posiadające status monument historique:
- dolmen de la Serre